# Acinodendron taquari
Acinodendron taquari là một loài thực vật có hoa trong họ Mua. Loài này được (Vell.) Kuntze mô tả khoa học đầu tiên năm 1891.